# Scipione Forteguerri
Pour les articles homonymes, voir Forteguerri.
Scipione Forteguerri, dit Carteromaco (trad. grecque italianisée de son nom), est un philologue italien, né à Pistoia le 4 février 1466, mort à Florence le 16 octobre 1515. Scipione Forteguerri fut l’élève de Politien et jouit de la faveur de plusieurs cardinaux. Il fit imprimer chez Alde Manuce plusieurs des éditions princeps les plus estimées des auteurs grecs. Il a composé à la louange de la langue grecque le discours, De laudibus literarum græcarum, 1504, réimprimé par Henri Estienne en tête de son Thesaurus linguæ græcæ.

## Biographie
Scipione Forteguerri naquit à Pistoia le 4 février 1466. Il était petit-neveu du cardinal Niccolò Fortiguerra. Après avoir reçu les premiers éléments des études dans le lycée della Sapienza de Pistoia il se rendit à Rome afin de terminer ses études étudiant les lettres grecques. Il était à Padoue vers l’an 1494, lorsqu’Alde Manuce établit à Venise sa nouvelle académie, principalement destinée à diriger les éditions des auteurs classiques dans l’imprimerie qu’il avait fondée. Il fut choisi pour secrétaire de l’académie Aldine et prit le nom de « Cartomaco ». Il rédigea en grec les règlements ou constitutions de l’académie. La part que prit Carteromaco aux travaux de l’Académie est attestée par les avertissements et les préfaces de sa composition dans les éditions d’un grand nombre d’auteurs grecs qui sortirent des presses de Manuce. Carteromaco fut choisi pour professer publiquement le grec au nom de l’Académie. Ce fut pour l’ouverture de ses leçons qu’il prononça son discours De laudibus literarum græcarum, imprimé par Manuce, Venise, 1504, deux feuilles in-8°, réimprimé aussitôt par Froben et par d’autres. En 1506 à cause de la guerre et la république de Venise en danger, l’imprimerie de Manuce fut fermée et son Académie dissoute. Carteromaco entra au service du cardinal Galeotto Franciotti della Rovere, neveu du pape Jules II,.
Il fit paraître à Rome en 1507, chez le libraire Evangelista Tosino, la Géographie de Ptolémée avec des corrections et des éclaircissements et avec les cartes de Buckinck ,.
Dans les dernières années de sa vie, et en particulier entre 1513 et 1515, il a défendu la traduction faite par Théodore Gaza de l'Historia animalium, en réponse aux amendements proposés par Nicolas Léonicène, avec De cane rabido, une lettre à caractère philologique,.
Scipione Forteguerri meurt à Pistoia le 16 octobre 1515, dans sa 50e année.

## Œuvres
Il ne reste que peu de choses des travaux 
- Discours à la louange des lettres grecques (De laudibus litterarum graecarum, 1504),
- Traduction latine de l’Éloge de la ville de Rome de Aelius Aristide.
- Dissertation sur la rage, connue et imprimée, on n’a de lui que quelques préfaces ou épîtres dédicatoires qui accompagnent les éditions d’auteurs anciens qu’il a données, et des vers grecs et latins qui précèdent ou suivent ces mêmes éditions ou qui furent insérés dans quelques recueils de son temps.
- Sebastiano Ciampi a recueilli, à la suite de ses Mémoires, huit de ces pièces de vers ou épigrammes grecques, à peu près autant de latines, parmi lesquelles il s’en trouve une plus étendue et qui a plus de soixante-six vers, et un sonnet italien sur la mort du poète Serafino d’Aquila.